# アンドレ・パトリー
アンドレ・パトリー（André Patry、1902年11月22日 - 1960年6月20日）は、フランスの天文学者である。
パトリーは幼い頃に孤児になり、17歳の時にニース天文台で働き始めた。彼は小惑星を研究し、いくつかを自身で発見した。ルイ・ボワイエが1942年5月18日に発見した小惑星には、彼の功績をたたえてパトリーと名付けられた。

## 死亡記事
- JO 43 (1960) 156 (仏語)